# جرية (دير الزور)
جرية قرية سورية تتبع ناحية صور في منطقة مركز دير الزور في محافظة دير الزور. بلغ عدد سكانها 281 نسمة في عام 2004 حسب إحصاء المكتب المركزي للإحصاء.